# Acalymma incertum
Acalymma incertum is een keversoort uit de familie bladkevers (Chrysomelidae). De wetenschappelijke naam van de soort werd in 1886 gepubliceerd door Joseph Sugar Baly.